# Emprego (site)
Emprego.co.mz é um portal moçambicano de divulgação de emprego criado em 2012 por Paulo Custódio com o propósito de democratizar o acesso à informação sobre o mercado de trabalho em Moçambique. 
O emprego.co.mz é membro da maior rede mundial de portais de emprego, a The Network, desde 2015, possibilitando aos seus clientes recrutar profissionais em mais de 130 países.
O emprego.co.mz expandiu para Angola com a página emprego.co.ao.

## História
O portal foi concebido no fim de 2011 por Paulo Custódio e foi lançado no Dia Internacional do Trabalhador em 2012, como um agregador de oportunidades de trabalho divulgadas em jornais e websites.
Em 2013, o portal passou a fazer parte da UX Information Technologies Lda, e nessa altura, introduziu um modelo que possibilitava às pequenas empresas, instituições académicas públicas e de caridade a publicação gratuita de vagas, sendo que empresas de recursos humanos e grandes empresas pagavam pela utilização das ferramentas de recrutamento. O emprego.co.mz é regularmente utilizado por embaixadas e agências de desenvolvimento para o recrutamento de candidatos.
Em 2014 foi lançada a aplicação móvel, para permitir um maior acesso, dado que a penetração de smartphones no país estava a crescer.
Em 2015 o emprego.co.mz passou a contar com um blog, onde apresentam-se dicas para candidatos e uma ampla discussão sobre o mercado de trabalho, nacional e global, com notícias, estatísticas, artigos e testemunhos.
Até 2016 o portal publicou mais de 10 000 vagas e registou mais de 100.000 CV. Esta informação foi utilizada para um estudo conduzido pelo Prof. Pedro Martins, da Universidade  de Londres, sobre o mercado laboral moçambicano, uma iniciativa da IGC.